# Schwarze Röder
Die Schwarze Röder ist ein Gewässer im sächsischen Landkreis Bautzen und der wasserreichste Nebenfluss der Großen Röder. Sie entspringt auf Frankenthaler Flur, fließt am östlichen und südöstlichen Rand der Massenei entlang, zieht sich an der Nordseite des Karswaldes hin und mündet nach etwa 20 Kilometern an der Mittelmühle in Radeberg von links in die Große Röder, die bis zum Zusammenfluss mit der Schwarzen Röder auch „Weiße Röder“ genannt wird.

## Frankentaler Flur
Die Schwarze Röder entspringt nahe der Ortsverbindungsstraße zwischen Frankenthal und Bretnig-Hauswalde auf etwa 330 Meter über NN. Sie wird am Oberlauf zunächst zum Ziegelteich angestaut, der 1972 zu einem Bad ausgebaut wurde. Anschließend durchfließt sie eine Feld- und Wiesenlandschaft, sowie ein breites Muldental beim Eintritt in den Masseneiwald. Bereits im Bereich der Wiesenlandschaft wird das Flussgebiet dem Fauna-Flora-Habitat-Gebiet (kurz FFH-Gebiet) Nummer 143 „Rödertal oberhalb Medingen“ entsprechend Richtlinie 92/43/EWG zugeordnet. Die Schutzziele gelten vorwiegend dem hier vorkommenden Bachneunauge und der Schlucht- und Hangmischwälder in den Uferzonen der Massenei.

## Großharthauer Flur
Kurz nach der Flurgrenze zu Großharthau durchfließt die Schwarze Röder den Popeldammteich. Direkt danach mündet rechtsseitig der Goldbach in den Fluss. Vom Popeldammteich aus wurde die Röder stark begradigt.
Um 1974 wurde die Talaue mit dem Ziel entwässert, Ackerbau statt Grünlandwirtschaft betreiben zu können. In der Nähe der Randsiedlung, einem jüngeren Großharthauer Dorfteil, der in den Jahren 1930–1937 entstand, staut ein Damm das Wasser im Kleinen und Großen Röderteich, auch „Großer Teich“ genannt.
Am Zusammenfluss, an der Grenze zwischen Massenei und Großharthauer Flur, steht ein Grenzstein mit Schwertern. Er markiert noch heute die 1241 in der Oberlausitzer Grenzurkunde beschriebene historische Grenze zwischen der zum Königreich Böhmen gehörenden Oberlausitz und den Besitzungen des Bischofs von Meißen. In dieser Urkunde wurde der Fluss erstmals erwähnt.
Nach den Röderteichen nimmt der Fluss wieder seinen natürlichen mäanderförmigen Verlauf im Waldgebiet der Massenei an. Dieser Bereich des Flusses ist als Wasserschutzgebiet ausgewiesen, da in den Randbereichen Trinkwasser gewonnen wird. Hier sind neben dem Bauneunauge auch wieder Hangmischwälder in den Uferzonen anzutreffen. Kurz vor der Ortschaft Seeligstadt verlässt der Fluss das Waldgebiet. Auf den linksseitigen Feuchtwiesen am Ortseingang sind Kammmolche anzutreffen. Im Jahr 1891 traf Adolf Endler im Oberlauf des Flusses neben Forelle auch Hecht, Döbel, Rotauge und Rotfeder an.
Innerhalb von Seeligstadt wird das FFH-Gebiet aufgehoben, da der natürliche Charakter des Flusses durch Begradigungen und befestigte Uferbereiche weitgehend verloren gegangen ist.
Im Ort ist ein Mühlgraben erhalten, welcher zur Seeligstädter Dorfmühle gehörte. Sie wird vermutlich im Stolpener Amtsbuch des Jahres 1559 als „Mahl- und Brettmühle“ erwähnt.
Außerhalb der Ortschaft durchfließt die Schwarze Röder meist geradlinig eine ausgedehnte Wiesenlandschaft. Diese ist wieder Bestandteil des FFH-Gebietes und dient gleichzeitig als Überschwemmungsgebiet. Auch hier ist wieder der Kammmolch anzutreffen.
Einige hundert Meter nach Seeligstadt überquert die Eisenbahn die Schwarze Röder. An dieser Stelle befand sich die Sträuchermühle, welche 1563 erstmals als untere „Brettmühle“ erwähnt wird.
Bald darauf mündet linksseitig der Seifenbach in die Schwarze Röder. Dies ist gleichzeitig die Flurgrenze zur Gemeinde Arnsdorf.

## Arnsdorfer Flur
Bis nach Fischbach ändert sich die Flusslandschaft kaum. Fraßspuren an Gehölzen im Uferbereich deuten hier auf eine kleine Biberpopulation hin. Der Mühlgraben der Fischbacher Mühle, welche sich an der Stolpener Straße (S159) befunden hat, ist nicht mehr vorhanden bzw. wurde unter die Erde gelegt. Kurz nach dem ehemaligen Mühlenstandort mündet linksseitig das von Fischbach kommende Dörnigbornwasser in die Schwarze Röder.
Nach Fischbach verläuft der Fluss an der Arnsdorfer Ortsgrenze am nördlichen Rand des Karswaldes entlang. Wie im Abschnitt von Seeligstadt bis Arnsdorf fehlen auch im anschließenden Bereich bis Kleinwolmsdorf markante Talkanten. Am Eingang zum Karswald zweigt rechtsseitig der Mühlgraben der ehemaligen Arnsdorfer Mühle ab. Nachdem der Fluss den Karswald wieder verlassen hat, durchfließt er wieder weitgehend geradlinig ein Wiesengebiet bis zum Ortseingang von Kleinwolmsdorf. Dieser Bereich dient ebenfalls als natürliches Überschwemmungsgebiet und gehörte zum Langen Teich, welcher 1815 trockengelegt wurde. Ab dem Jahr 1970 wurden die Wiesen melioriert, wodurch man zusammenhängende Flächen an Acker- und Grünland für die damalige LPG gewonnen hat. Dabei sind wichtige Feuchtbiotope zerstört worden. In dem Wiesengebiet zwischen Arnsdorf und Kleinwolmsdorf münden linksseitig der Bach von der Wolmsdorfer Hofewiese und der Goldbach, welcher durch eine Renaturierungsmaßnahme während des Ausbaus der Staatsstraße 177 wieder oberirdisch fließt, in die Schwarze Röder. Rechtsseitig mündet der Arnsdorfer Dorfbach in dem Fluss.
Kurz nach dem Ortseingang Kleinwolmsdorf tieft sich die Röder zunächst in Grauwackehornfels ein, der am ehemaligen Kleinwolmsdorfer Rittergut angeschnitten zutage tritt. Unterhalb des Rittergutes befand sich die Obermühle.
Nachdem die Schwarze Röder die Ortschaft verlassen hat, durchfließt der Fluss das Rödertal bis nach Radeberg. Auch dieser Bereich, der einen geschwungenen Flussverlauf hat, dient als Überschwemmungsgebiet. Die im Tal befindlichen Schlucht- und Hangmischwälder, sowie die Flachland-Mähwiesen sind hier ebenso Bestandteil der Schutzziele des FFH-Gebietes, wie auch das hier vorkommende Große Mausohr.
Die Flurgrenze zwischen der Gemeinde Arnsdorf und Radeberg befindet sich an der Stelle des Tales, wo sich seit 2006 die Talbrücke der Staatsstraße 177 befindet.
Am Taleingang befand sich an der Straße nach Wallroda die Wendmühle und im Tal sind heute die Ruinen und der Mühlgraben der ehemaligen Walkmühle zu finden.

## Radeberger Flur

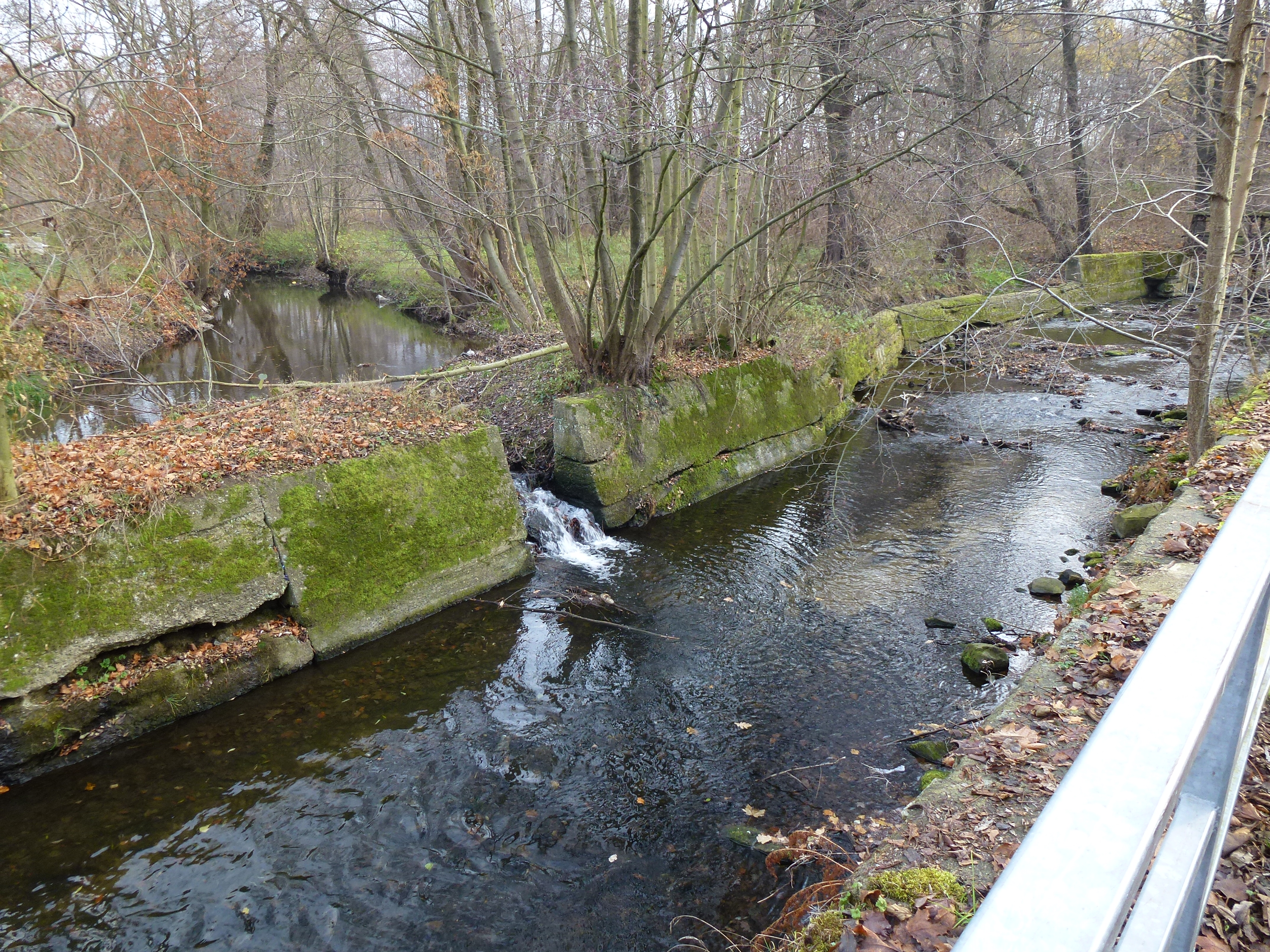
Mündung in die Große Röder an der Mittelmühle Radeberg

Nach der Talbrücke zweigt ein weiter Mühlgraben ab, welcher zur ehemaligen Radeberger Teppichweberei, im Volksmund „Kokosmatte“ genannt, am Talausgang führt. Im Radeberger Stadtgebiet wurde die Schwarze Röder wieder weitgehend begradigt. Sie fließt durch einen schmalen naturbelassenen Streifen bis zu ihrer Mündung in die Große Röder an der Mittelmühle.

## Mühlen- und Teichwirtschaft
Trotz des verhältnismäßig geringen Gefälles nutzten früher neun Mühlen das Wasser der Schwarzen Röder zum Antrieb.
Die Teichwirtschaft spielte an der Schwarzen Röder einst eine große Rolle. Längs des Röder befanden sich Teiche, von denen sich einige seeartig ausdehnten.
Der sogenannte Lange Teich hatte eine Fläche von etwa 50 ha und erstreckte sich vom Kleinwolmsdorfer Teichhaus bis zum Arnsdorfer Volkshaus. Er wurde im Jahr 1815 trockengelegt. Der Teichdamm ist als Dammweg erhalten.
Unterhalb Seeligstadts durchfließt die Schwarze Röder einen breiten Wiesengrund. Hier wurde im Jahr 1511 ein seeartiger Teich, der St.-Benno-Teich, angelegt, der der Karpfenhaltung diente. Er wurde Anfang des 19. Jahrhunderts trockengelegt. Reste des Staudammes sind in der Wiesenniederung vorhanden.
Im Stolpener Amtserbbuch des Jahres 1559 werden außerdem folgende Teiche auf Seeligstädter Flur erwähnt: der Dorfteich (trockengelegt, befand sich auf dem heutigen Sportplatzgelände und reichte bis zur Postbrücke), der Mühlteich im Oberdorf, der Brückenteich (trockengelegt, befand sich auf den Postwiesen) und ein Masseneiteich (trockengelegt).

## Name
Das „Waldbächlein“ floss zur Zeit der Besiedelung des Rödertales träge in unzähligen Windungen in der morastreichen Niederung. Sumpfwasser stand in Lachen, die wegen des hohen Eisengehaltes eine rotbraune Färbung angenommen hatten. Martin Burkhardt vermutet darin den Grund der Siedler „ihren“ Bach als „Rotfluss“, später als „Röder“ zu bezeichnen. Zudem kann der Name vom altslawischen rudru (= rot) abgeleitet werden.
Eine andere Deutung des Namens leitet sich vom mittelniederdeutschen Wort rét, bzw. im Plural réder ab, was Schilf bedeutet. Es könnte demnach ein mit Schilf bewachsener Fluss gewesen sein.
Der Nahmenszusatz „Schwarz“ ist wiederum auf das oben erwähnte dunkle Sumpfwasser zurückzuführen.
In der Vergangenheit wurde die Schwarze Röder auch Kleine Röder genannt, wie z. B. in Störzners Buch Was die Heimat erzählt von 1904.